# Wełyki Hejiwci
Wełyki Hejiwci (ukr. Великі Геївці) – wieś na Ukrainie w rejonie użhorodzkim obwodu zakarpackiego.